# Кароліна Куркова
Каролі́на Ку́ркова (чеськ. Karolína Kurková; нар. 28 лютого 1984 року, Дечин, Чехія) — чеська супермодель та акторка.

## Життєпис
Народилася в Дєчіні, Чехія, у сім'ї чеського баскетболіста і словачки, які розлучилися, коли Кароліні було 3 місяці. Мати вирішила виховувати дочку одна і більше не одружувалася.
Кароліна Куркова зустрічалася з Дієго Велкасом, Тоні Шлеем, Віктором Павка та іншими. 29 жовтня 2009 року в одній з клінік Нью-Йорка народила сина Тобіна Джека Друрі від кінопродюсера Арчі Друрі. 5 листопада 2015 народила сина Ноа Лі Друрі.

## Кар'єра
Кароліна Куркова представляла такі бренди, як: «Celine», «Chanel», «Christian Dior», «Dell», «H&M», «Hugo Boss», «La Perla», «Louis Vuitton», «Mango», «Rolex Oyster», «Salvatore Ferragamo», «Tommy Hilfiger», «Valentino», «Versace», «Victoria's Secret» і «Yves Saint Laurent».